# クリンチ

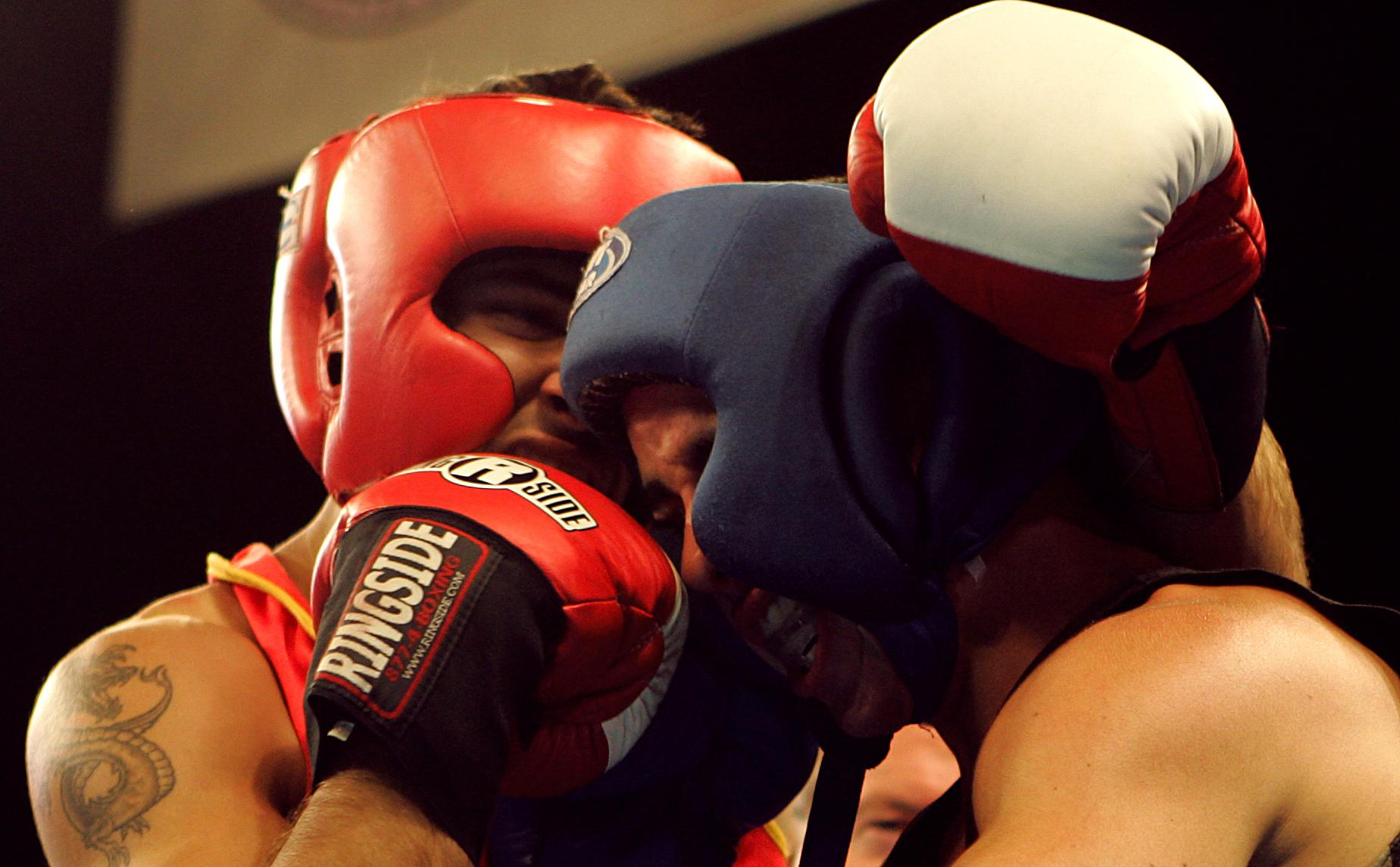
ボクシングにおけるクリンチ

クリンチ（clinch）とは格闘技で立った状態において、相手の体に抱きついたり相手の体の一部を掴んで相手の動きや攻撃を止めることである。

## 概要

### ボクシング
ボクシングにおけるクリンチは相手の連打を止めるためや、自分の体力を回復する目的で使われる。クリンチは反則行為ではないが、観客にとって試合を退屈な物にしてしまうとされる。クリンチを多用するとレフェリーから注意を受けたり、消極的姿勢と判断され減点されることがある。また相手の腕を脇で固定する行為をすると「ホールディング」の反則を取られることもある。しかし、窮地に陥った時のクリンチはホールディングとは違い正当なディフェンス技術である。
主なクリンチには、肩口から二の腕に自分のグローブをスライドさせて相手を押さえ込んだり、片手で腕を抑えながら、もう一方の手を脇に差し込むなどする基本的な2種類のセイフティ・クリンチ、開いたグローブで相手の腕を押さえるグラビング、開いたグローブで相手の上腕を押さえるビセップス・クリンチ、ボディに両腕を巻きつけるアーム・エンサークルメント、相手の腕をかんぬき状態に決め、相手の腕関節や骨を破壊しつつ休むダブルロックなどがある。また、 タイソン・フューリーはクリンチをする際に相手にのしかかることで相手の体力を減らすという戦法を使用している。

### キックボクシング・ムエタイ

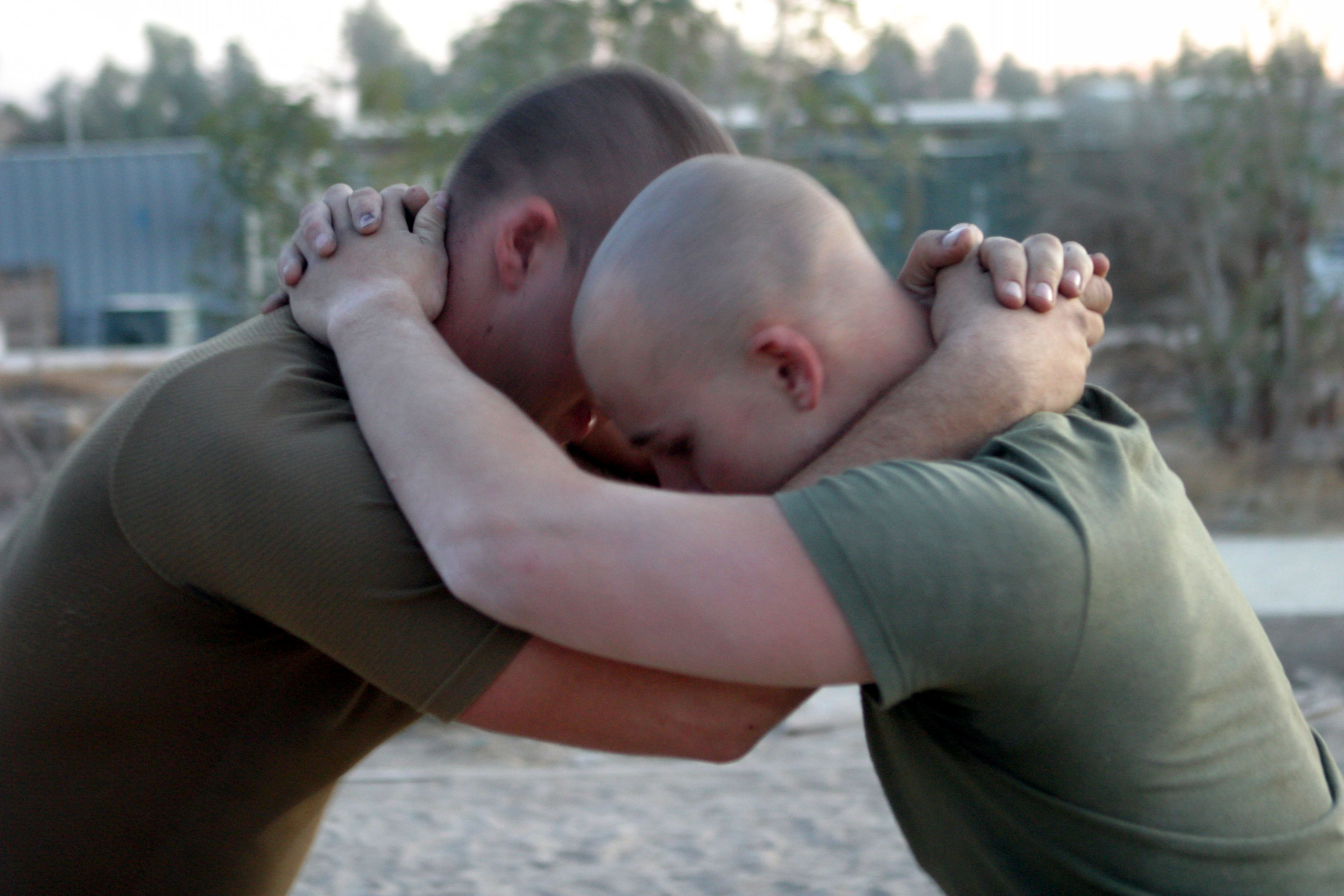
ムエタイ式クリンチ（首相撲）

ムエタイではクリンチ状態から相手の頭や首を制して肘打ちや膝蹴りを相手に放つ技術が発達している。これを首相撲という。なお、一見すると膠着状態に見えるため、K-1やRISEなどの格闘技興行ではこれを禁止または制限しているが、KNOCK OUTではレフェリーによる制止の指示に従っている限りは認められている。

### レスリング

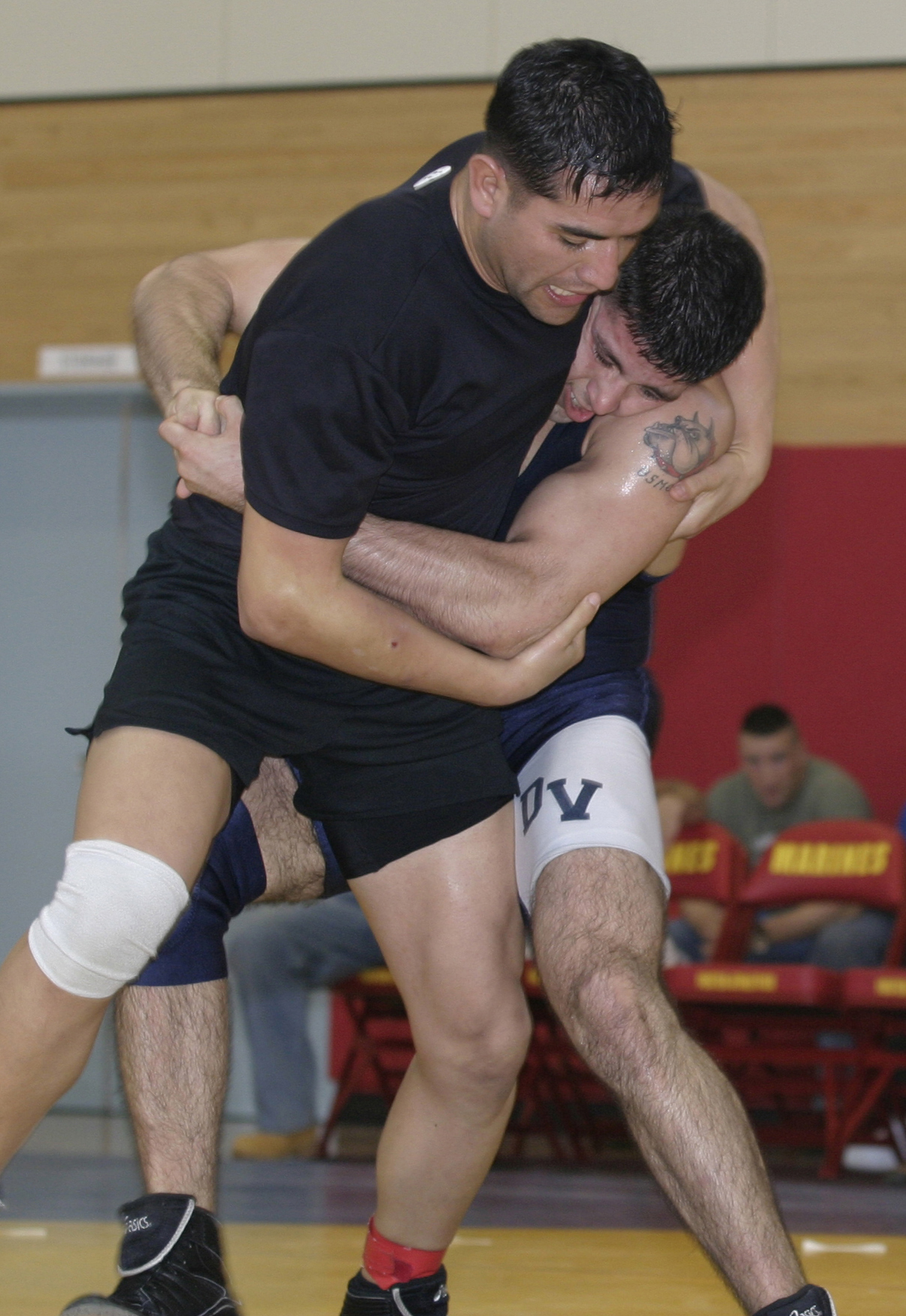
レスリングにおけるクリンチ

レスリング、プロレス、グラップリングなどの競技でのクリンチでは、単に相手に組み付いている状態を指す。この状態から自分が有利な組み手に移行しスープレックスなどの投げ技やレッグダイブによるテイクダウンにつなげ、グラウンドでの攻防に移行する。